# Санта Бремор
СП «Санта Бремор» ТОВ — білорусько-німецьке харчове підприємство, зареєстроване у 1998 році. Резидент вільної економічної зони «Брест». Є дочірнім підприємством СП «Санта Імпекс Брест». Спеціалізується на морепродуктах, але також виготовляє салати, морозиво, вареники, пельмені, безалкогольні напої — таке різноманіття дозволяє боротися з сезонністю попиту на рибні консерви.
«Санта Бремор» — один з найбільших переробників морепродуктів у Європі. Понад 60% продукції «Санта Бремор» спрямовує на експорт. Сировину отримує із Ісландії та Норвегії. Має дилерську мережу в Білорусі, Росії, Україні, Казахстані та Молдові.

## Історія підприємства
Навесні 2011 року планувалося ввести в експлуатацію четвертий виробничий корпус, потужність якого складала 42 000 т рибних пресервів на рік. Цей проект коштував понад $40 млн і розпочато його було у 2008 році. Площа нових приміщень склала 24 тис. кв. м. Виробниче обладнання імпортоване з Європи.
В 2012 році «Санта Бремор» очолив рейтинг найдорожчих брендів Білорусі.
У 2013 році група російських компаній «Русское море» Максима Воробйова та Геннадія Тимченка продала свій єдиний рибопереробний актив ЗАТ «Русское море» за 52 млн доларів групі «Санта Бремор». Головним активом ЗАТ «Русское море» був завод із виробництва пресервів із риби та морепродуктів у місті Ногінськ, Московська область.